# Guillaume Talleyrand

Armes des comtes de Périgord.

Guillaume Talleyrand, aussi connu en tant que comte d'Angoulême sous le nom de Guillaume III Taillefer, ou en tant que comte de Périgord sous le nom de Guillaume II Talleyrand, est un comte d'Angoulême et de Périgord qui vécut dans le troisième quart du Xe siècle.
Fils de Bernard de Périgord, il succède à son frère Arnaud Voratio à la tête des deux comtés. Sa vie comme celle de ses frères est marquée par les affrontements avec les fils illégitimes de Guillaume II d'Angoulême, notamment Arnaud Manzer, qui cherchent à  s'emparer du comté d'Angoulême.